# کوشه (تفتان)
کوشه (تفتان)، روستایی از توابع بخش نوک‌آباد شهرستان تفتان در استان سیستان و بلوچستان ایران است.روستایی در دامنه  کوه تفتان منطقه ای سرد سیر با آب و هوای بکر روستای کوشه از توابع شهرستان خاش و شهر جدید تفتان یا نوک آباد میباشد روستای کوشه در ۵۰ کیلومتری شهر خاش قرار دارد. در این روستا اثار باستانی های زیادی مثل سرو کهن سال و سنگ نوشته و مدرسه قدیمی نوروز خان کرد و غار های گلی طبیعی که به غار گل پنچی معروف است اشاره کرد،در این روستای سرد سیر و سرسبز میوه های بسیار زیادی نیز رشد دارد مثل زردآلو ،هلو ،گیلاس ،سیب درختی ،شاتوت، انگور، بادام کوهی، بادام درختی ، و انار نیز کشته و برداشت میشود ، روستای کوشه برا گردشگری بسیار مناسب و سر سبز نیز میباشد.

## جمعیت
این روستا در دهستان تفتان جنوبی قرار دارد و براساس سرشماری مرکز آمار ایران در سال ۱۳۸۵، جمعیت آن ۴۲۱ نفر (۸۶خانوار) بوده‌است. 
ساکنان این روستا عمدتاً مرادزهی و تمندانی می باشند